# 아이보리 조 헌터
아이보리 조 헌터(Ivory Joe Hunter, 1914년 10월 10일 - 1974년 11월 8일)는 미국의 리듬앤블루스 가수, 작곡가, 피아니스트이다. 1940년대부터 미국의 R&B 차트에 히트를 쏘아 올렸고 이윽고 〈Since I Met You Baby〉(1956)로 크게 유명해졌다.
별호는 부기 남작(The Baron of the Boogie) 또는 세상에서 가장 행복한 남자(The Happiest Man Alive). 작곡한 곡은 R&B에서 블루스, 부기우기, 컨트리까지를 아우르는데 헌터는 이들 모든 장르에서 그 이름을 떨쳤다. 이런 연유로 몬트레이 재즈 페스티벌과 그랜드 올 오프리 둘 다에 헌액된 희유의 인물이기도 하다.
타워 오브 파워의 리드 보컬 릭 스티븐스에게 삼촌뻘이기도 하다.

## 삶
텍사스주 커비빌 태생. 아이보리 조는 진짜 이름으로 별명이나 예명같은 것이 아니다. 어린 시절부터 기타를 연주하는 아버지 데이브 헌터와 복음성가 가수 어머니를 따라 음악적 소질을 길렀다. 13살 때 벌써 피아니스트로 재능이 있다는 평판이었다. 1933년 아직 청소년이던 시절 앨런 로맥스와 의회도서관을 도와 첫 녹음을 진행했다.
1940년대 초반부터 텍사스주 보몬트의 KFDM에서 자신만의 라디오 방송을 진행하기 시작했으며 결국에는 프로그램 매니저 자리까지 올라섰다. 1942년 로스앤젤레스로 떠나 1940년대 중엽 조니 무어의 스리 블레이저스(Johnny Moore's Three Blazers)에 합류. 이들과 자신의 첫 자작곡 〈Blues at Sunrise〉을 자신의 레이블 즉 아이보리 레코드에서 발표, 1945년 R&B 차트에서 전국적 히트를 기록한다.
1940년대 말엽 퍼시픽 레코드를 창립. 1947년 포 스타 레코드와 킹 레코드에서 취입을 진행, 2년 후 〈I Quit My Pretty Mama〉, 〈Guess Who〉로 보다 많은 히트곡을 발표. 배킹을 듀크 엘링턴의 밴드 멤버가 맡아주었다.
MGM과 계약을 맺고서 취입한 〈I Almost Lost My Mind〉는 1950년 R&B 차트에서 정상을 달성하는 대히트였다. 이것은 후일 팻 분이 다시 취입하여 이번에는 팝으로서 1위 히트를 기록게 된다. 같은 해 〈I Need You So〉가 R&B 차트에서 2위에 올라 또다른 히트를 성사시켰다. 부드럽기 짝이 없는 전달력으로써 헌터는 R&B계에서 유명해졌으며 컨트리계에서도 그의 평판은 높아졌다. 1951년 4월 《유 애스크드 포 잇》을 통해 네트워크 TV 데뷔를 성사시켰다. 배킹 밴드를 대동하고 광범한 순연을 돌았으며 우람한 체구와 번쩍번쩍한 의상, 지랄버릇으로 그 이름을 날렸다.
1954년 무렵에는 100곡을 넘게 녹음한 상태로 애틀랜틱 레코드로 전속한다. 이때 그 최초의 크로스오버 팝 차트 히트곡인 〈Since I Met You Baby〉(1956)를 만들어낸다. 그의 유일한 톱 40 팝 송으로 팝 차트에서 12위까지 올랐다.
1957년 봄 테네시주 멤피스에서 엘비스 프레슬리의 초청에 응하여 그레이스랜드를 방문했다. 둘이는 왼종일을 함께 보내면서 〈I Almost Lost My Mind〉를 부르거나 또 다른 곡들을 함께 노래하기도 했다. 헌터는 이 일을 이렇게 회고한다. "그이는 무척이나 영적인 성정을 가지고 있었습니다... 예절이란 예절은 모두 갖추어 저를 대접해주더군요. 최고가 있다면 그이가 아닐까 싶습니다." 엘비스는 그렇게 아이보리의 곡 여러 개―〈I Need You So〉, 〈My Wish Came True〉, 〈Ain't That Lovin' You, Baby〉를 녹음했으며 이후 1971년 5월에는 〈I Will Be True〉, 〈It's Still Here〉을 녹음했다.
워낙에 많은 곡을 썼던지라 한 출처에서는 그의 자작곡 갯수를 7,000개가 넘는 것으로 계산하기도 한다.
〈Empty Arms〉, 〈Yes I Want You〉 등이 팝 차트에 오르고 1959년 〈City Lights〉가 마이너한 히트를 기록하지만, 인기의 감소를 막지는 못하였다. 1960년대 말 헌터는 컨트리 가수로서 컴백하여 그랜드 올 오프리에 정규출연했고 《I've Always Been Country》라는 앨범도 또한 발표했다.
1969년 컨트리 가수 소니 제임스가 〈Since I Met You Baby〉를 컨트리로 불러 컨트리 차트 정상을 오름으로써 헌터에 앨범 취입(《The Return of Ivory Joe Hunter》)과 몬트레이 재즈 페스티벌 출연의 기회를 닦아주었다. 앨범은 멤피스에서 녹음되었는데 이삭 헤이즈, 진 "보우레그" 밀러, 찰스 찰머스 등 밴드 멤버가 참여해주었다. 제리 리 루이스 역시 1969년 이 곡을 커버한 바 있다.
1974년 테네시주 멤피스에서 폐암에 따른 합병증에 사망하였다. 주검은 스프링 힐 공동묘지에 매장되었다.

## 참고 문헌
- J.C. Marion. JammUpp 23: 〈Let Me Dream: Ivory Joe Hunter〉
- Tom Simon. 〈Ivory Joe Hunter〉